# SOS Météo
Ne doit pas être confondu avec SOS Météores.
SOS Météo est le 3e album de la série de bande dessinée Les Aventures de Philip et Francis, pastiche officiel humoristique de la série Blake et Mortimer créée par Edgar P. Jacobs.

## Auteurs
- Scénario : Pierre Veys
- Dessin : Nicolas Barral
- Couleurs : Philippe de la Fuente

## Synopsis
Philip subit des vexations : il n'est respecté par personne, pas même par son ami Francis qui s'est installé chez lui après s'être « disputé avec maman ». Il met alors au point un breuvage qui le rend plus sûr de lui, mais également plus agressif — mixture dont la durée des effets est aléatoire. Durant une de ses périodes Hyde, Philip se fait enlever dans un club de strip-tease par les hommes d'Olrik. Ce dernier utilise une machine pour démoraliser les Anglais en leur imposant une pluie permanente, mais ceux-ci ne semblent rien remarquer… Philip/Hyde, qui a pris l'ascendant sur Olrik, décide alors de leur imposer le soleil.
Pendant ce temps, Francis finit par convaincre Kendall, l'inspecteur-chef de Scotland Yard de l'aider à rechercher Philip, lorsqu'il lui dit que le professeur a disparu dans un club de strip-tease. Avec Kendall et le serviteur Nasir, auxquels se joint plus tard le Commander Flemming du MI5, il passe plusieurs nuits dans ces clubs, les yeux écarquillés malgré le champagne consommé. En vain.
Philip/Hyde, qui a dû « inventer de nombreuses choses dans le domaine de l'astronautique, l'électronique » — et a trouvé le temps de faire une tarte —, a mis au point un satellite artificiel (et une fusée pour le lancer), qui une fois en orbite, déplace grâce à un signal émis une dépression polaire au-dessus de l'Angleterre. Il décide ensuite de trouver « des filles » et se rend dans le village le plus proche, où tout le monde rejette cet Anglais en parlant gallois. Les effets de la potion disparaissant, il redevient le Philip habituel et regagne Londres, où il retrouve Francis, et découvre un pays à ce point enneigé que même la Manche a gelé, provoquant ce que craignent le plus les Anglais : l'Angleterre n'est plus une île, et des Français arrivent !
Craignant le retour de Philip/Hyde, Olrik s'est enfui en révélant à la police la localisation de son laboratoire, ce qui permet au professeur, « en bricolant » à coup de marteau, de déplacer la vague de froid sur la France, l'Angleterre retrouvant son brouillard.